# Giuseppe Simone Belotti

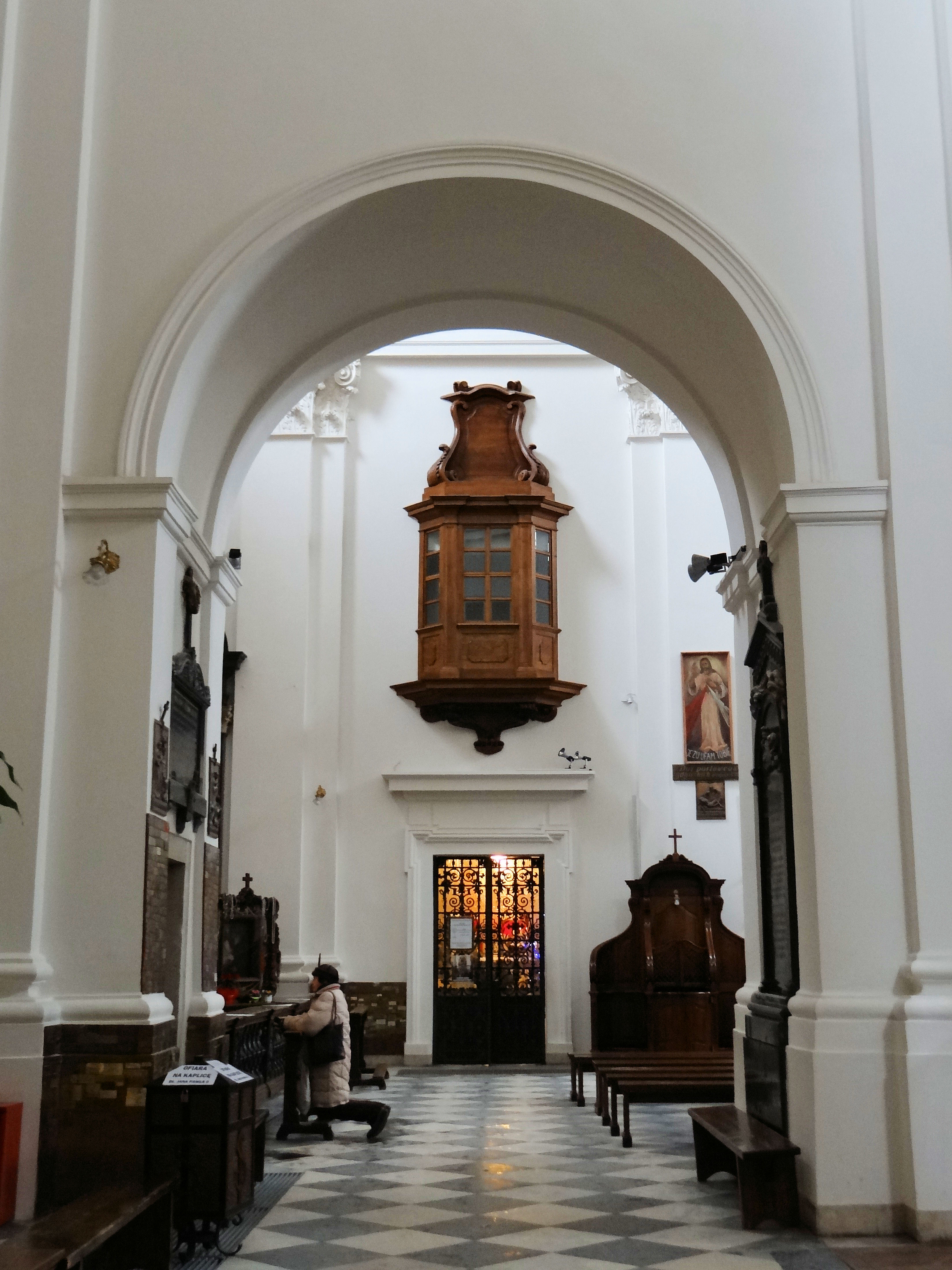
Interno della Basilica della Santa Croce a Varsavia

Giuseppe Simone Belotti (1540 circa – Polonia, 1708) è stato un architetto italiano, attivo in Polonia sia come progettista che costruttore, dette un notevole apporto al tardobarocco polacco..

## Biografia
Non sono conosciute le origini e la sua data di nascita e neppure la sua formazione. Si riscontrano diverse varianti al suo cognome (Bellotti, Belloto, Beloti, Beloto, Belotto)
Fu uno degli architetti e costruttori, per lo più provenienti dalla Lombardia, che si stabilirono a Varsavia dalla metà del XVI secolo in poi, ma era probabilmente originario di Murano. .
Risulta documentato in Polonia a partire dagli anni '70 del XVII secolo.
In seguito, divenne architetto di corte di Michele I e Giovanni III Sobieski  e raggiunse un discreto stato sociale: si sposò nel 1686 e costruì una elegante residenza, che chiamò "palazzo Murano" su un terreno donatogli dal re polacco. Chiamò la costruzione Palazzo Murano (distrutto nella II guerra mondiale), da cui ha preso il nome un quartiere di Varsavia (Muranow). 
Spesso il suo contributo è difficilmente definibile in quanto fu a volte progettista, a volte decoratore o collaboratore (spesso con Tylman van Gameren) e forse anche appaltatore.  
La sua opera maggiore fu la basilica della Santa Croce a Varsavia realizzata ampliando e trasformando una chiesa preesistente; la facciata fu realizzata successivamente alla sua morte da Giuseppe e Giacomo Fontana. Durante la secondo guerra mondiale subì molti danni e fu ricostruita nel 1950.